# 康柏
康柏電腦（英語：Compaq Computer Corporation, Compaq），是由羅德·肯尼恩（Rod Canion），吉米·哈里斯（Jim Harris）和比利·默頓（Bill Murto）三位來自德州儀器公司的高級經理於1982年2月，分別投資1000美元共同創建的。2002年康柏公司被惠普公司收購。

康柏電腦標誌

## 產品

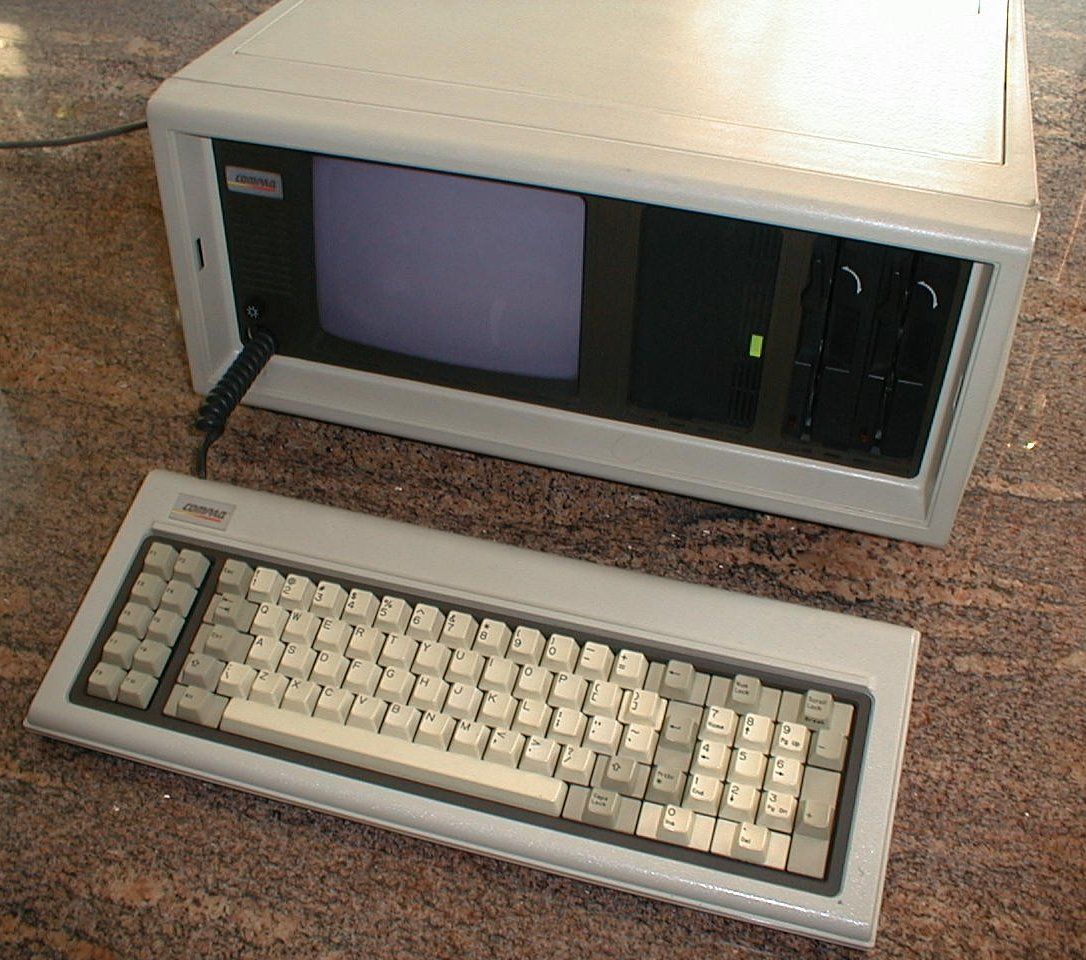
Compaq Portable

康柏電腦最初的產品是IBM的第一個版本的攜帶型兼容性個人電腦「Compaq Portable」，1983年3月的價格是3590美元。此攜帶型電腦為如今筆記型電腦的原型之一。儘管不是最初的便攜式電腦，事實上是IBM的第一個攜帶型電腦，及IBM承認和兼容的個人電腦。它很快就得到了認可：康柏公司第一年就賣出了53000台，創造了其在美國商業上頭三年的收入記錄。此款的配備為：9吋黑白屏幕、兩個5¼吋軟盤，有20公斤重。于1989年开始推出康柏LTE型笔记本电脑。
IBM在PC機中的部件大部分不用自產可能是造就康柏的主要原因，因為微軟始終未將操作系統的許可轉讓給任何的電腦製造商。唯一需要拷貝的部件是BIOS，不過康柏花費100萬美元買下了這個專利，可以對其進行逆序，很快成了其它公司的先導。
康柏奠定其在領域內的重要位置是在1987年，他們推出了第一個基於英特爾80386微處理器的PC機。

## 收購
1997年收購以製造大型主機聞名之天騰電腦。1998年收購迪吉多。
2001年7月，台灣康柏公司宣布將裁員5%。
2001年9月，惠普宣布將以「以股換股」的方式併購康柏電腦，價格約為二百五十億美元。此合併案經雙方公司董事會批准後，於2002年生效。

## 產品定位與未來走向
併入惠普公司後，“Compaq”品牌獲得保留並繼續推出產品，相較於HP品牌，其產品屬於低階入門等級；但有時會出現一產品同時掛HP和Compaq品牌上市的情形。
2012年5月，惠普公司宣布：從2013年開始，惠普將停止“HP Compaq”品牌的全系列產品，未來仍會沿用“Compaq”或“cq”品牌，但將單獨針對基礎入門級市場。

## 产品图集

### 被收购前产品图集

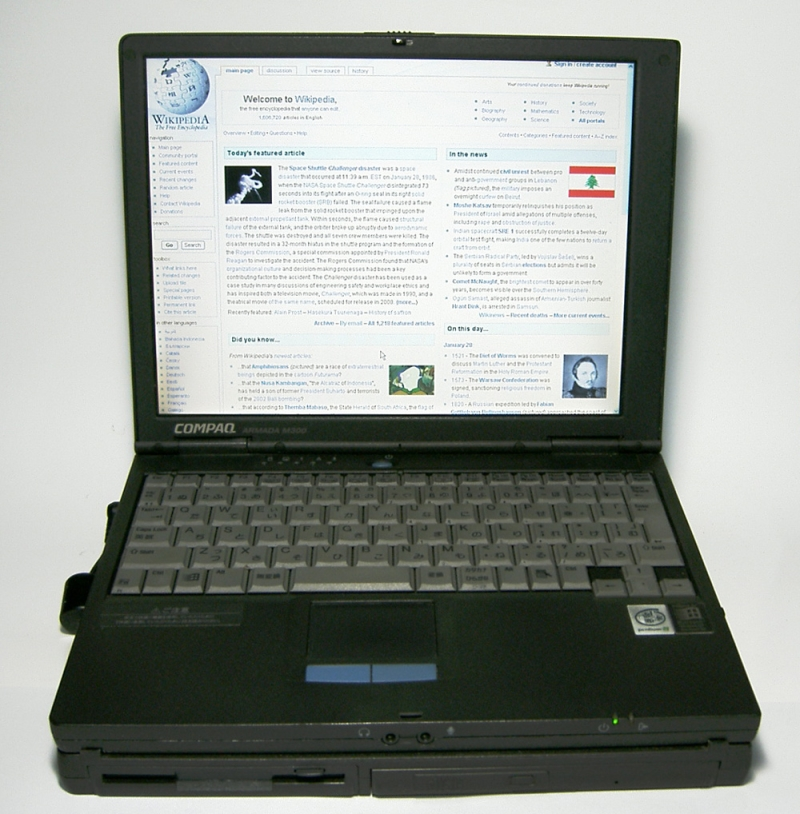
Compaq Armada M300
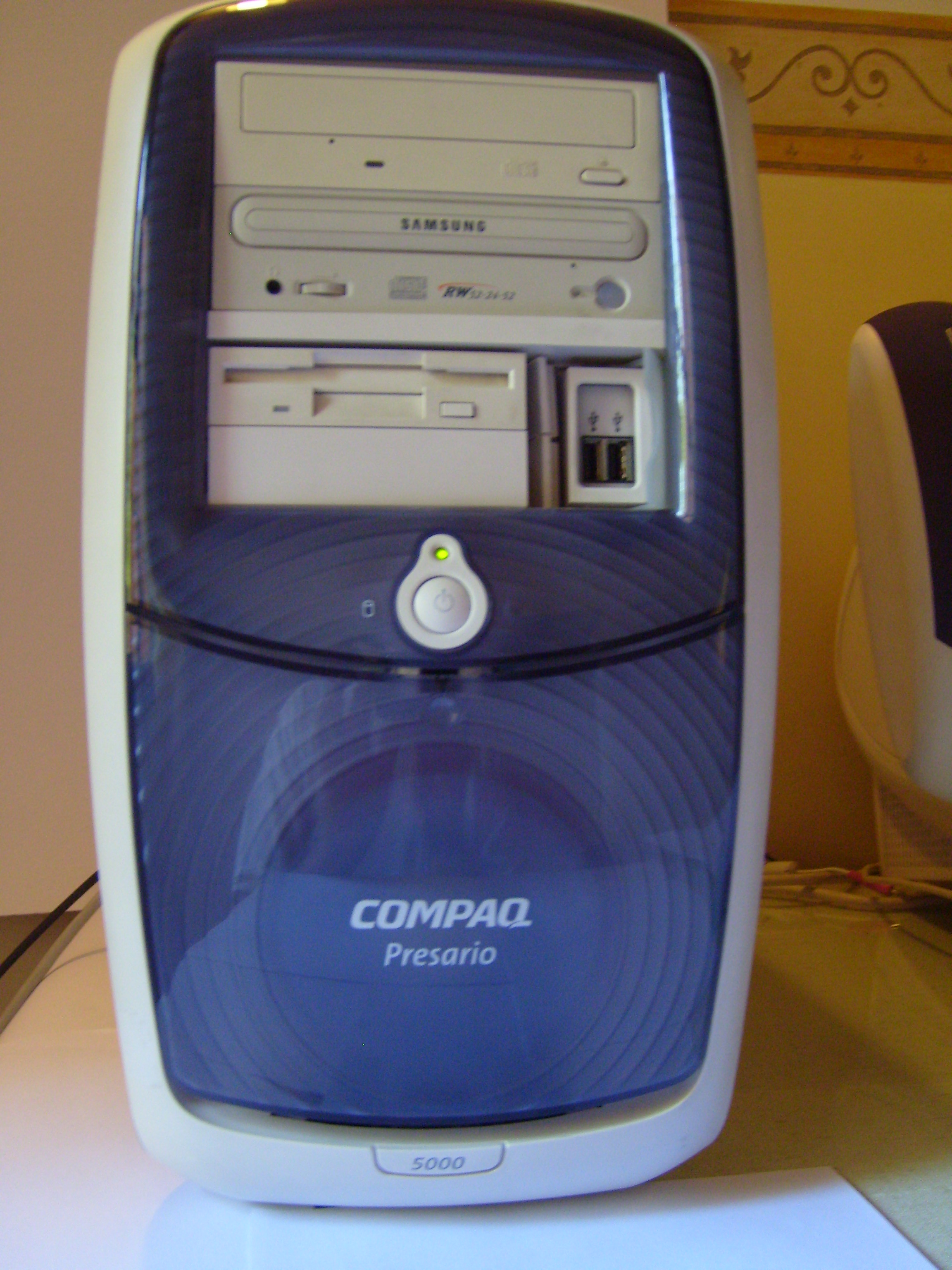
COMPAQ Presario 5000
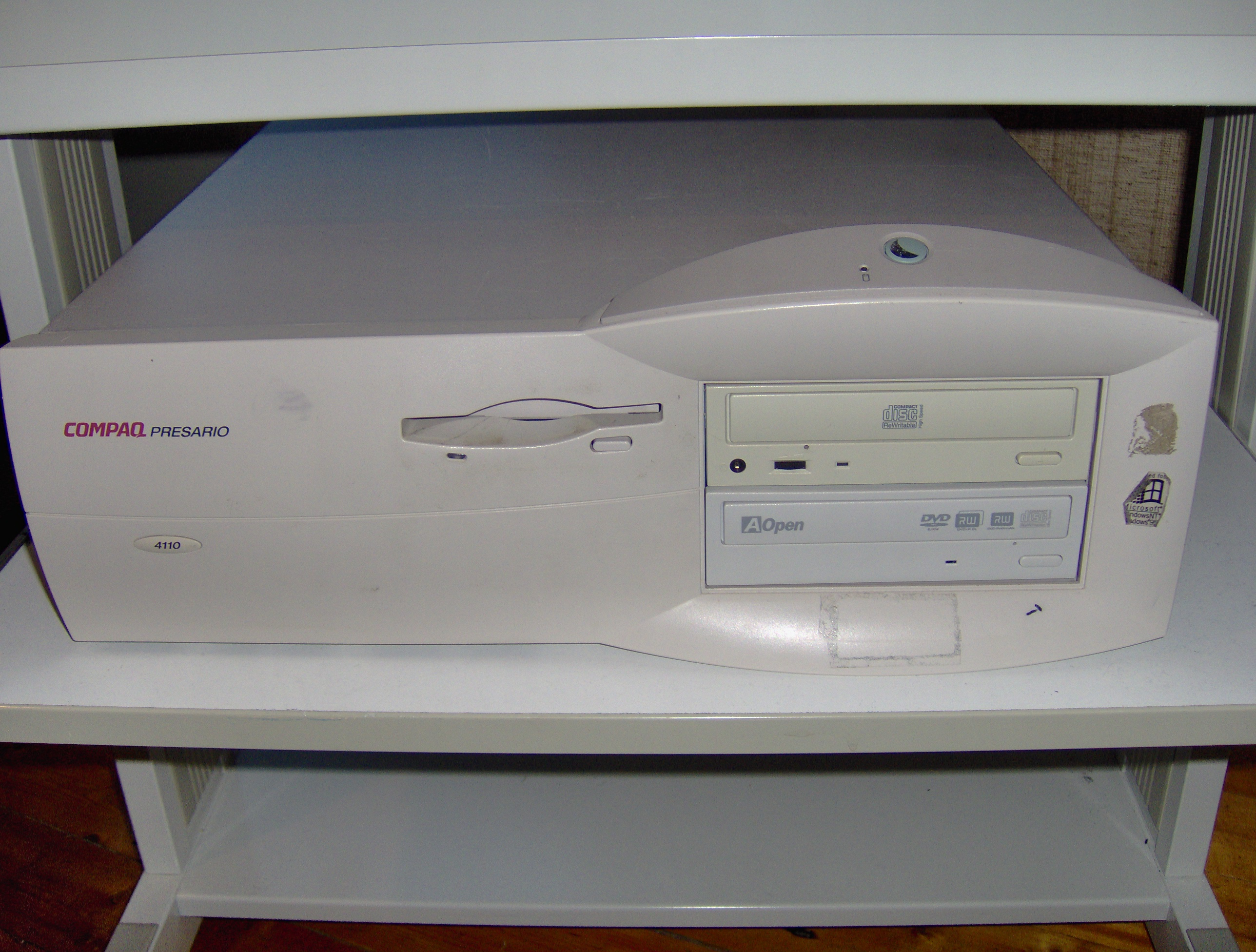
Compaq Presario 4110
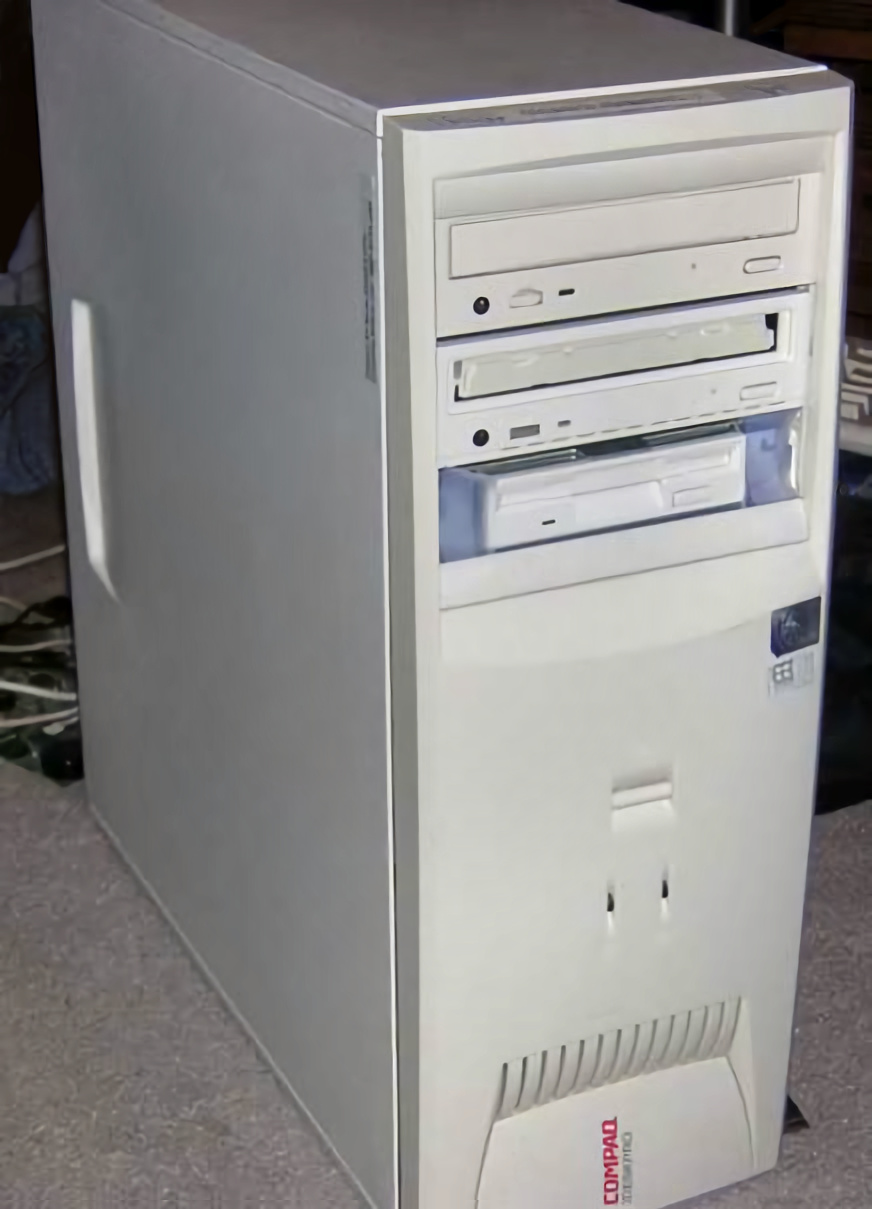
Compaq Deskpro 6333
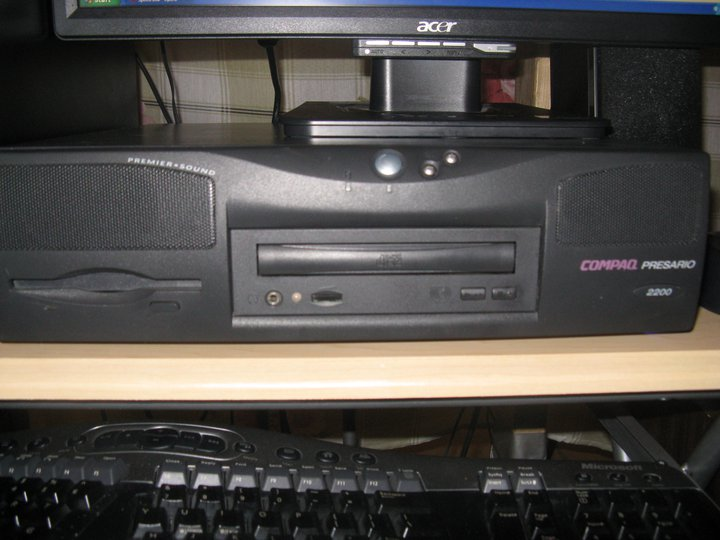
Compaq Presario 2200
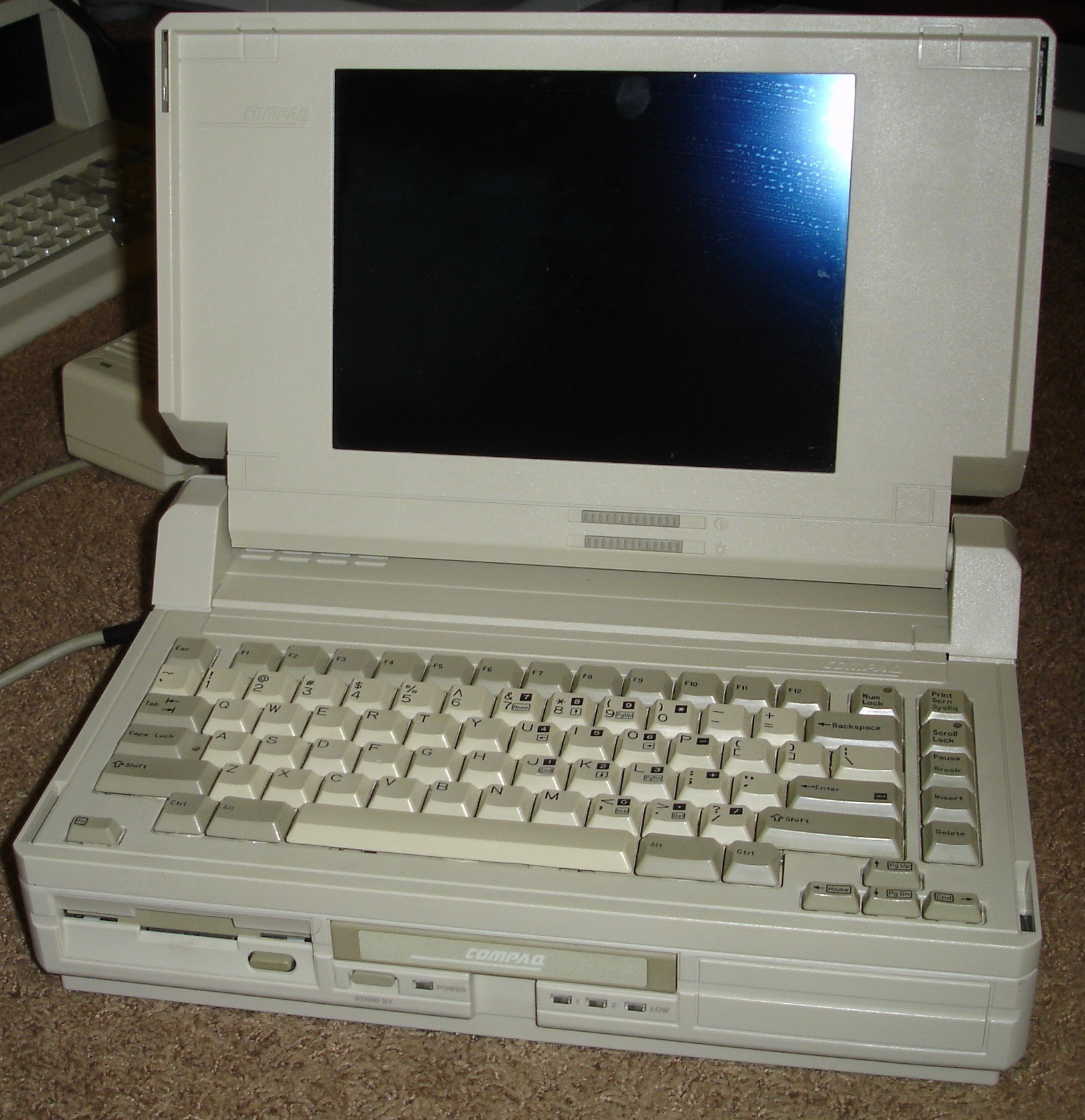
Compaq SLT-286 laptop computer
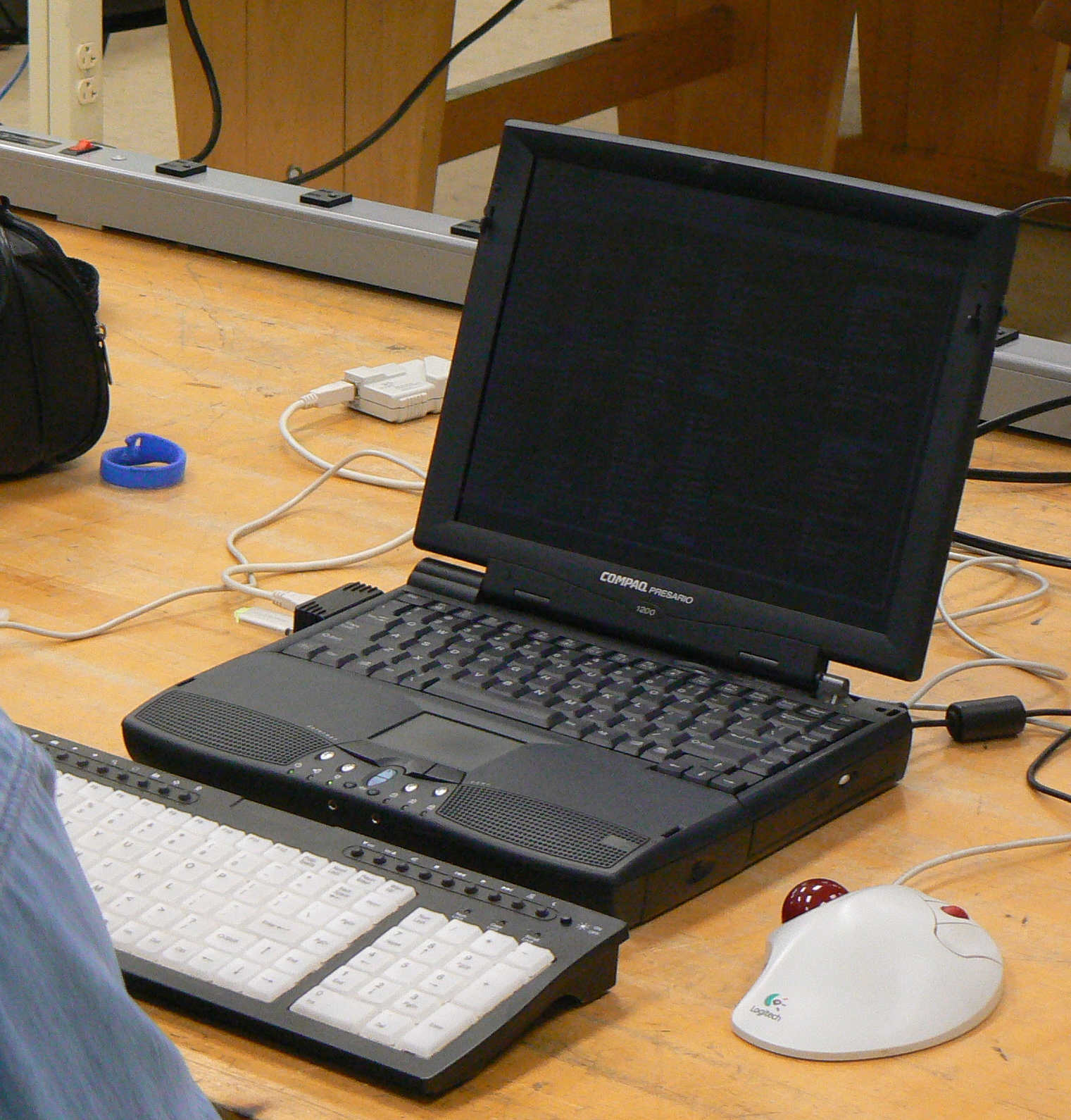
Compaq Presario 1200
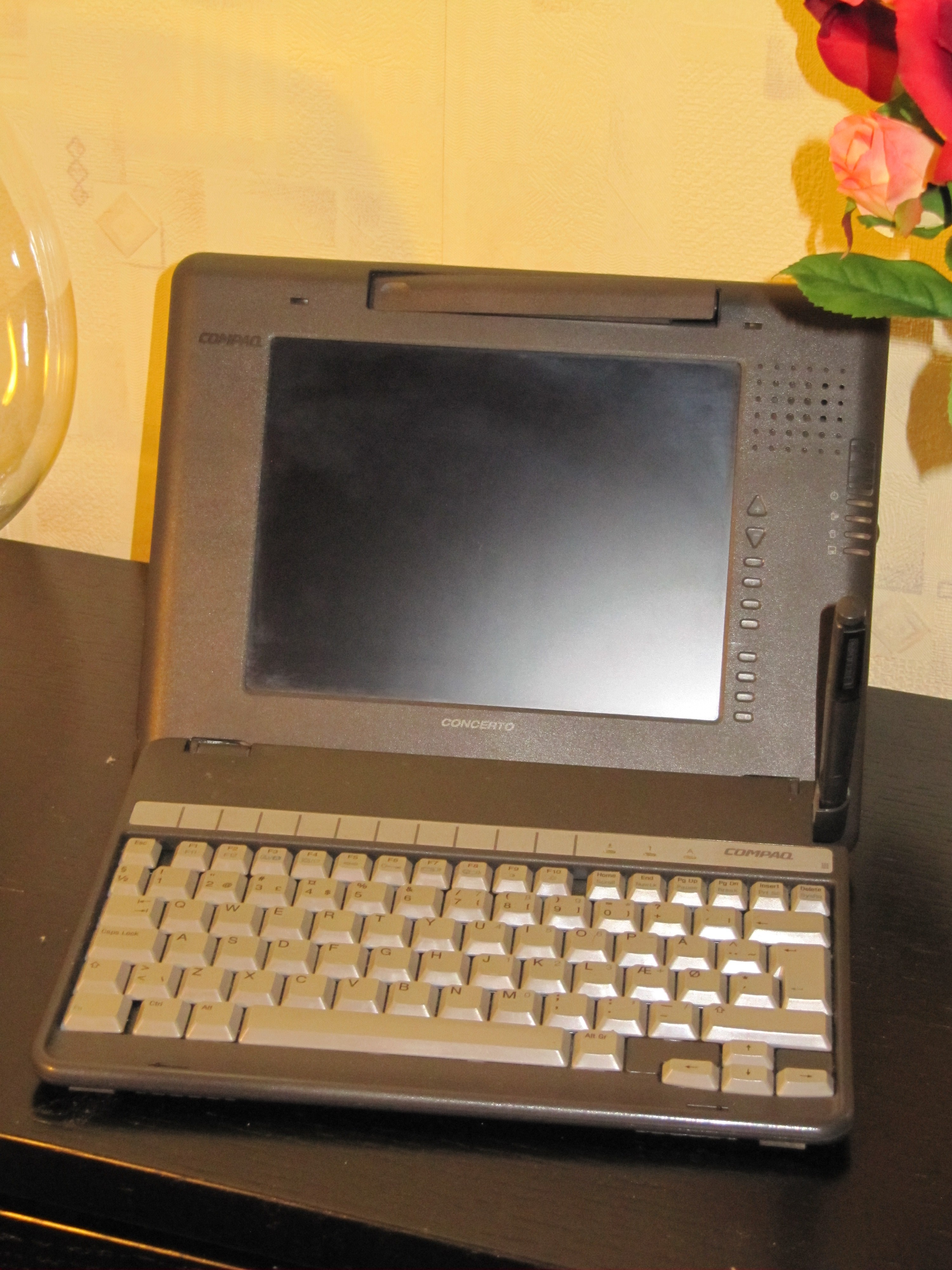
Compaq Concerto 4/25 laptop / Tablet PC
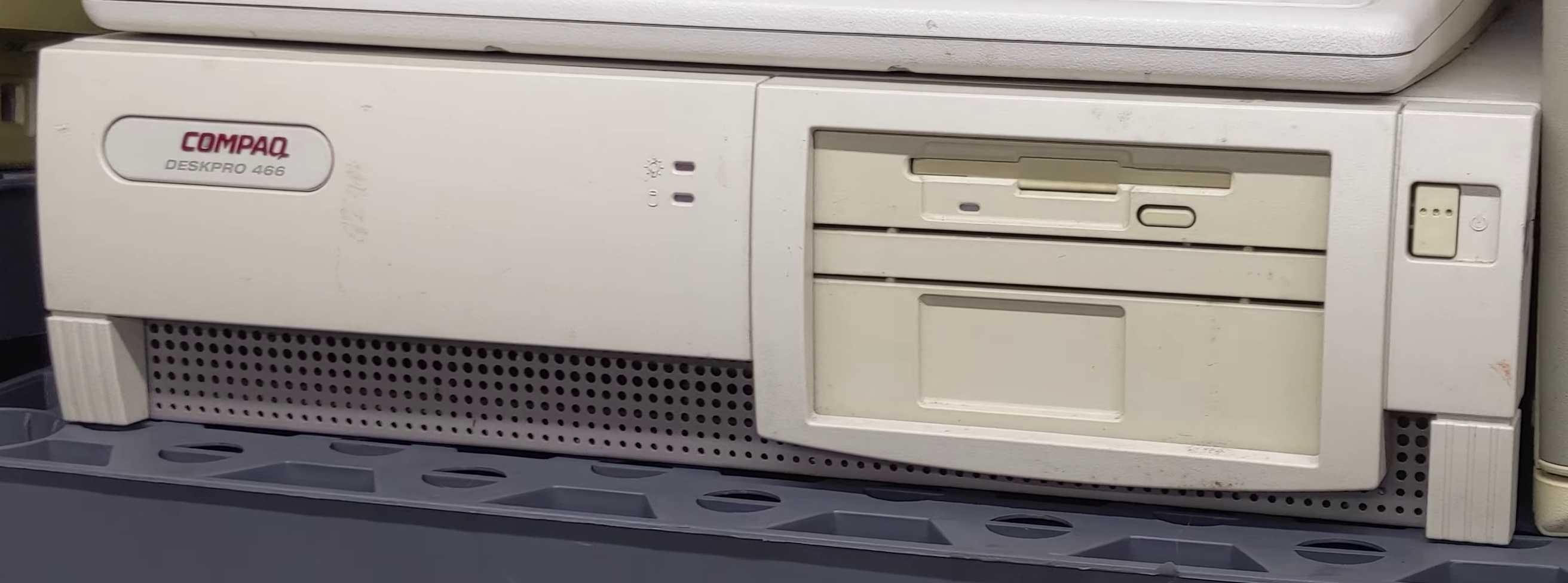
Compaq Deskpro 466

### 被收购后产品图集

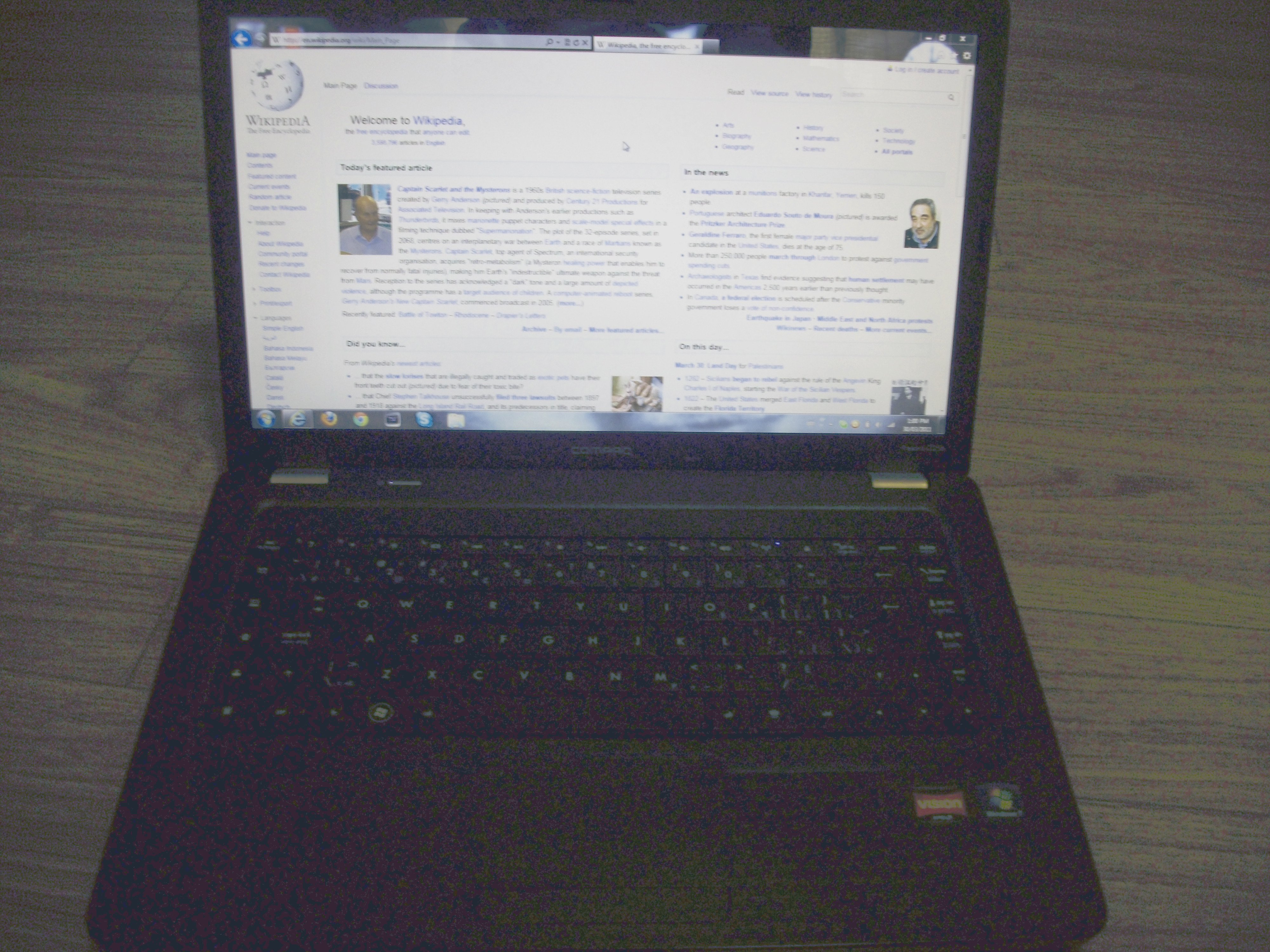
Compaq Presario CQ 56
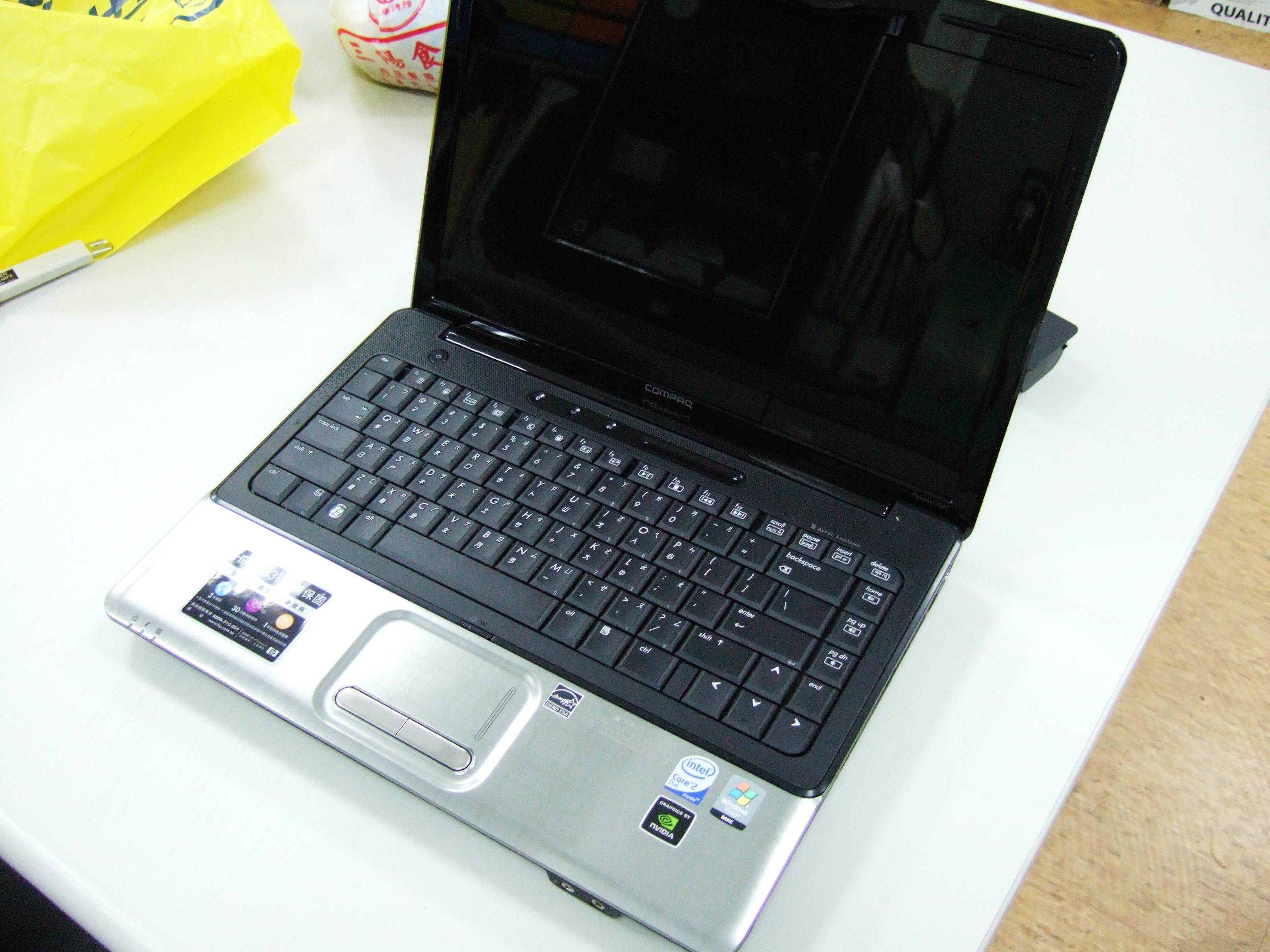
Compaq Presario CQ 45
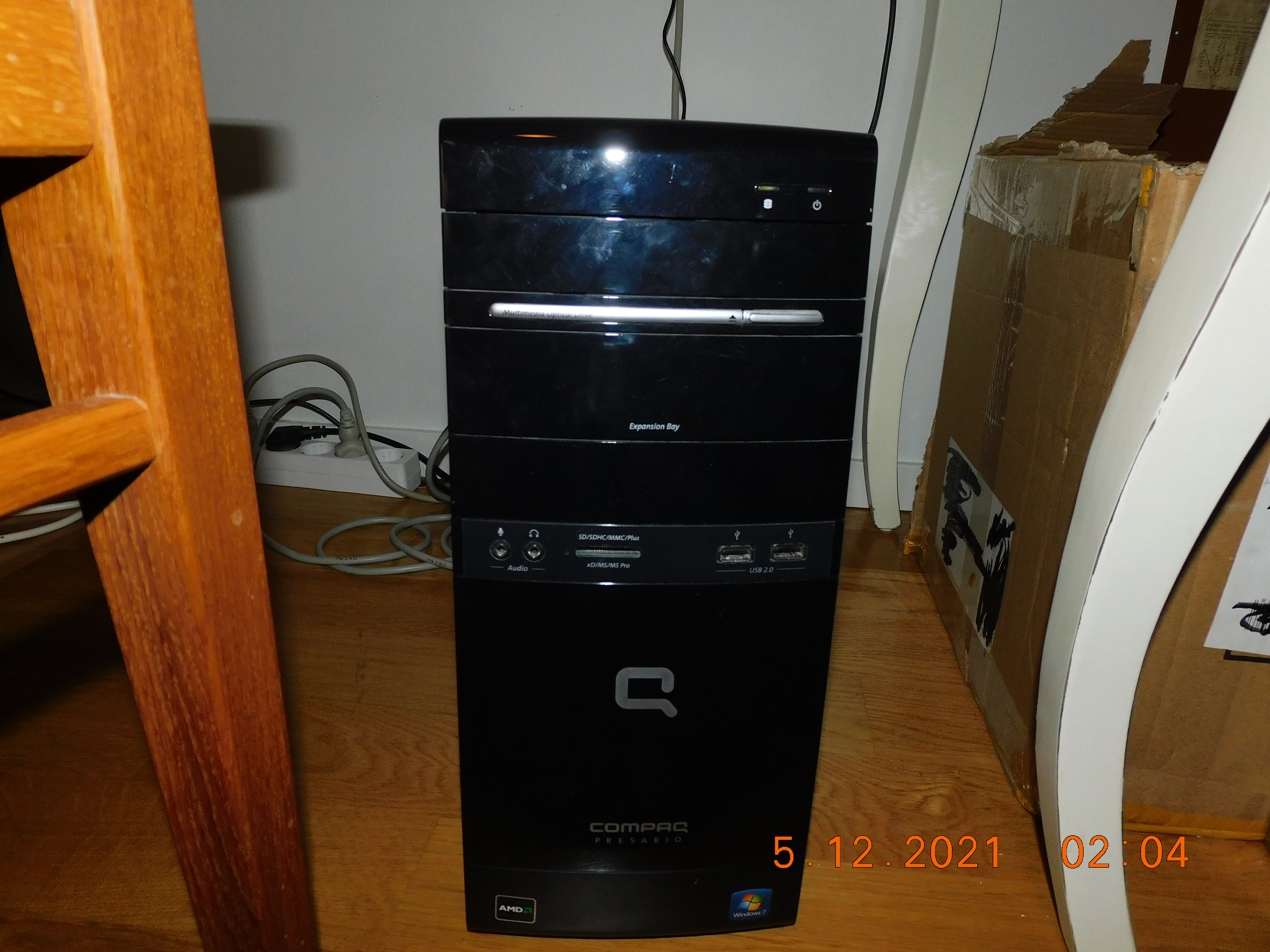
一台Compaq 台式机
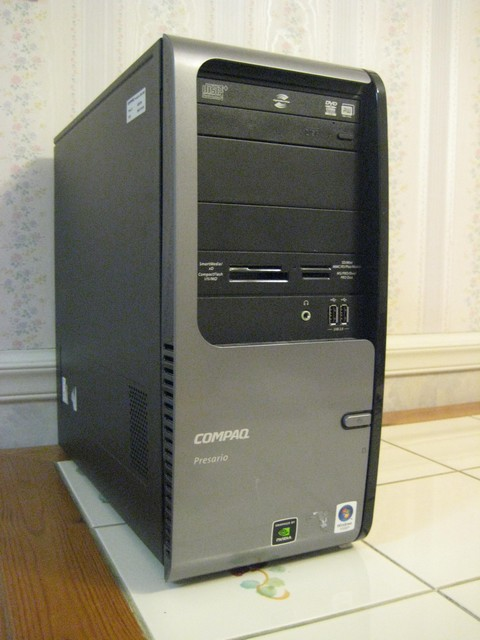
Compaq Presario SR5130NX
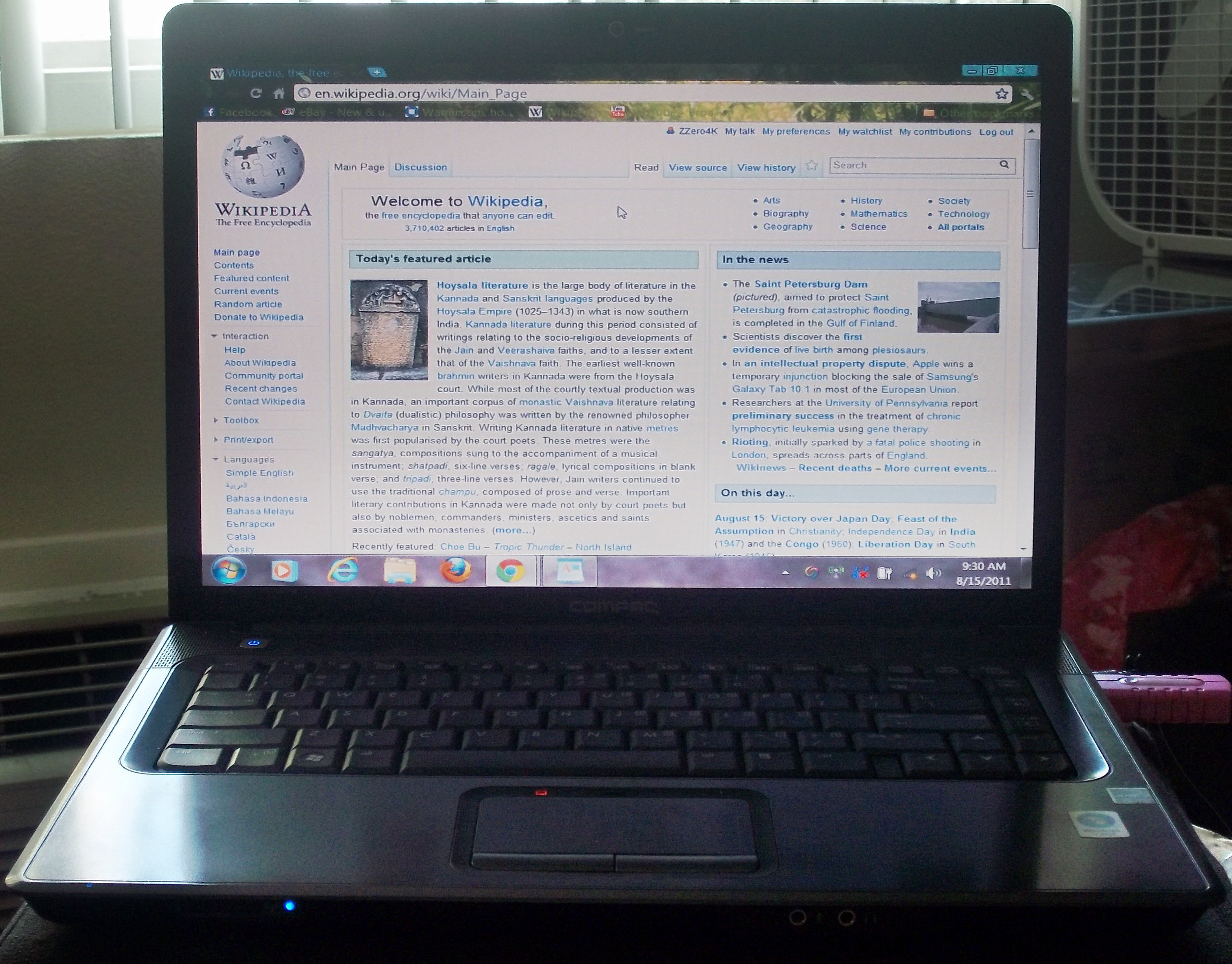
HP Compaq Presario F700
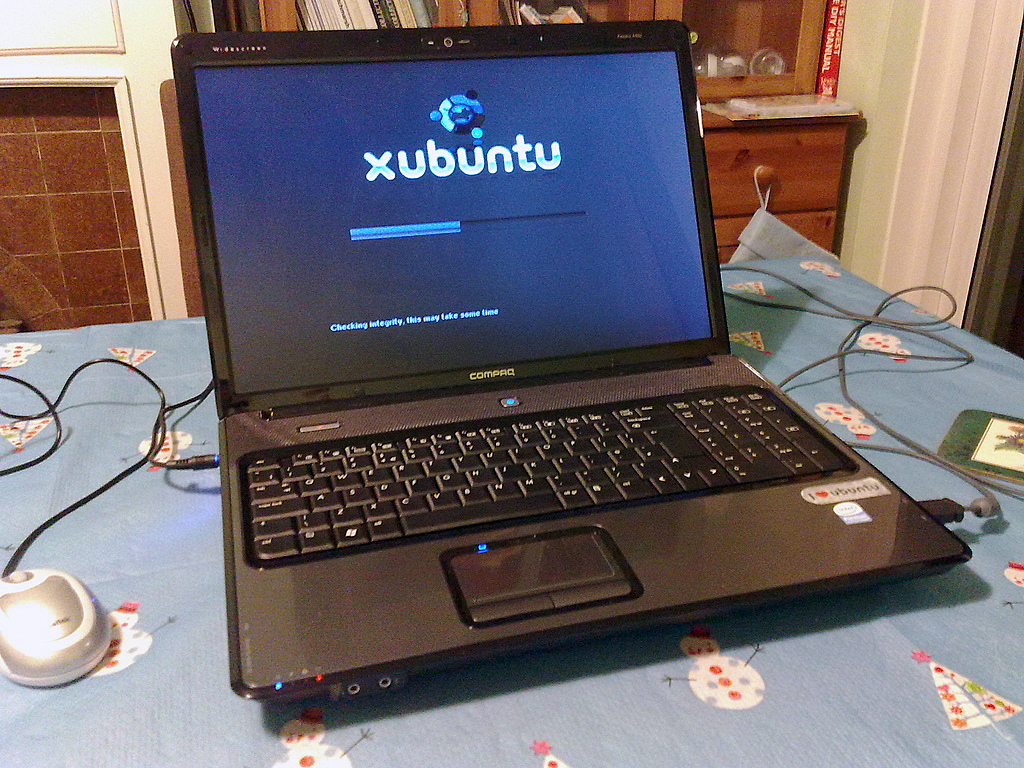
compaq hp presario a900
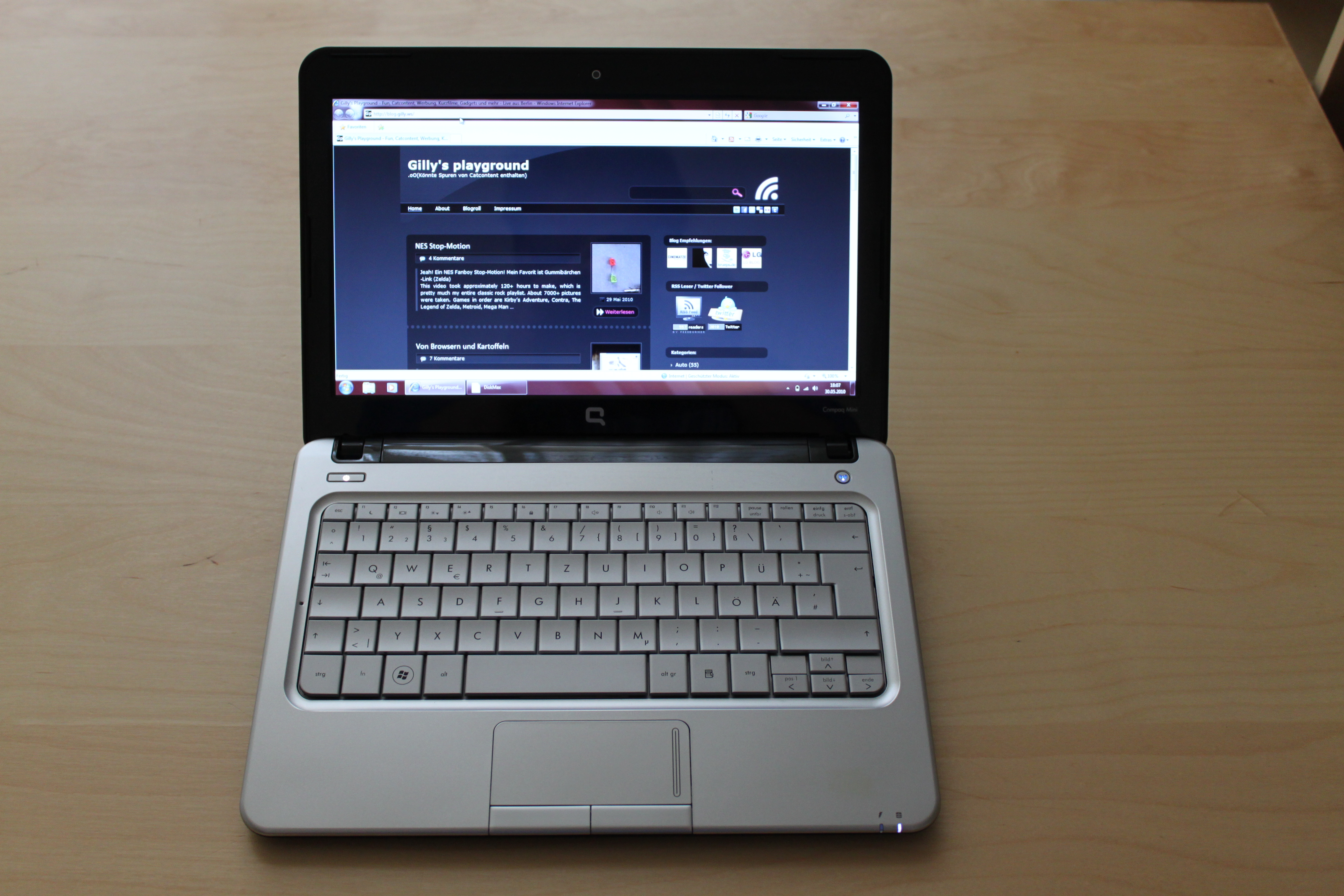
HP Compaq Mini Netbook 311c 1110EG
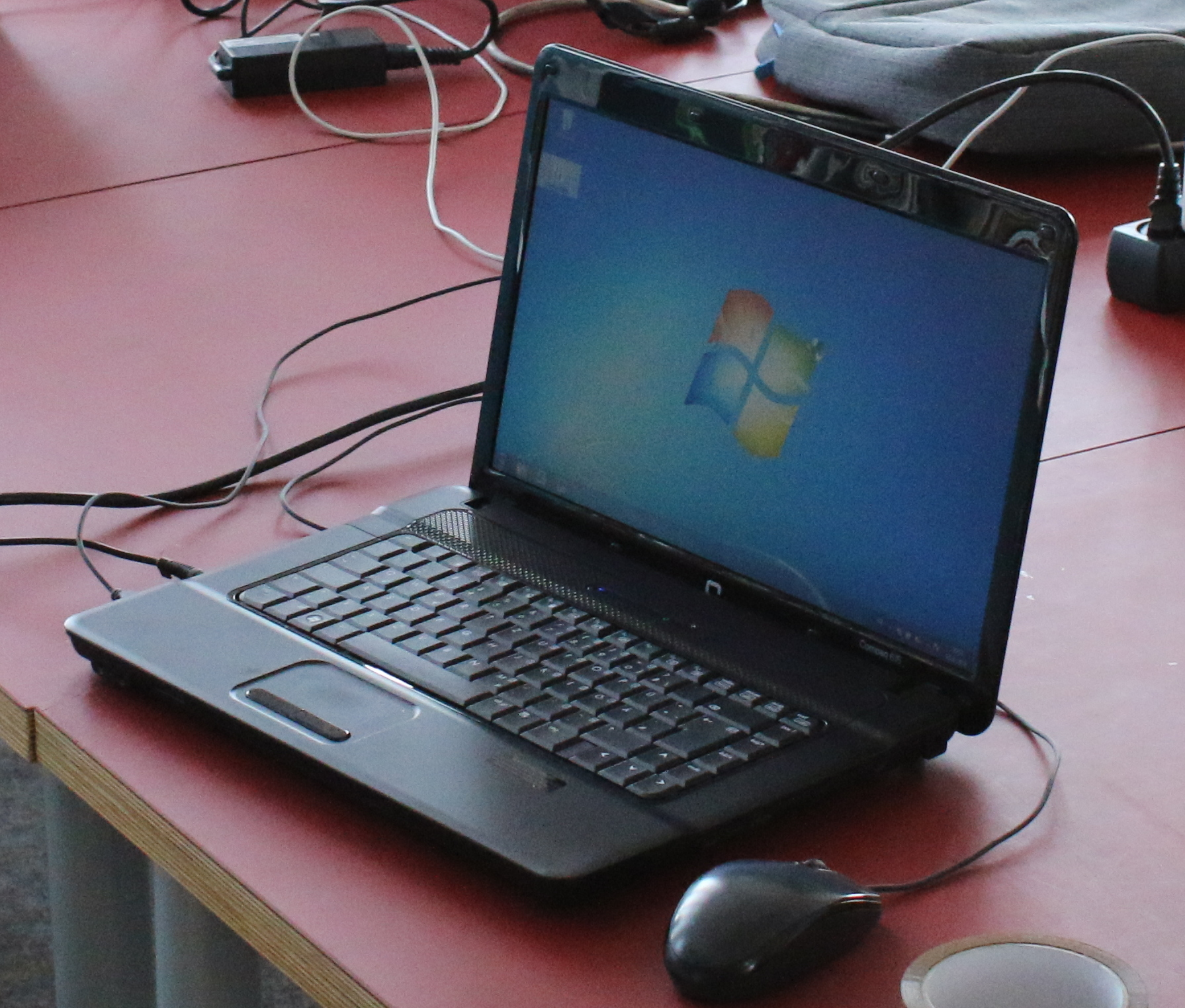
Compaq 615